# Saint-Pierre-de-Frugie
Saint-Pierre-de-Frugie è un comune francese di 425 abitanti situato nel dipartimento della Dordogna nella regione della Nuova Aquitania.

## Società

### Evoluzione demografica
Abitanti censiti